# アンコン条約
アンコン条約（アンコンじょうやく）は、1883年10月20日に結ばれた太平洋戦争におけるペルーとチリの講和条約。

## 概要
太平洋戦争において、ペルーはチリに首都・リマを占領され、軍はアンデス山中に撤退し、抵抗を継続していた。しかし、その抵抗も限界と判断されたため、ボリビアはチリと戦闘を継続していたものの、ペルーはチリと講和することとなった。
1883年10月20日にリマの北の町、アンコンで講和条約は結ばれた。これにより、両国は戦闘を停止し、ペルーは南部のトラパチャ地方をチリに譲渡した。また、タクナとアリカの二つの町は、10年間チリ領となることも盛り込まれていた。なお、タクナとアリカは10年後に投票により帰属を決定することとなっていたが、投票は実施されず、1929年にアメリカ合衆国のハーバート・フーヴァー大統領の調停により、タクナがペルーに返還され、チリがペルーに600万USドルを支払い、アリカをチリ領とすることとなった。
なお、ボリビアは1884年にバルパライソ条約でチリと講和している。